# Julia (The Beatles)

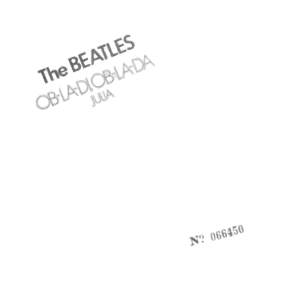
Hoes van de single, uitgebracht in 1976

Julia is een lied van de Beatles, van het album The Beatles, en is in 1976 als B-kant op de single van Ob-La-Di, Ob-La-Da uitgebracht. Het is geschreven door John Lennon, maar staat zoals gebruikelijk officieel op naam van het schrijversduo Lennon-McCartney.

## Beschrijving
Julia werd geschreven toen Lennon, samen met de andere Beatles-leden, bij Maharishi Mahesh Yogi verbleef in Rishikesh, India. Daar leerde hij de karakteristieke speelwijze op gitaar van Donovan. Het nummer gaat over de moeder van Lennon, Julia Lennon, die in 1958 overleed toen John Lennon 17 jaar oud was. Zij gaf Lennon zijn eerste gitaar, en stimuleerde de interesse van haar zoon in muziek.

## Opname
Lennon nam dit nummer op 13 oktober 1968 op als laatste nummer voor The White Album . Hij zong de zangpartij tweemaal en kwam zo ook als double-tracked vocal terecht op het album. Het is het enige Beatles-nummer waarop enkel Lennon te horen valt. Paul McCartney, daarentegen, speelde wel vaker solonummers op Beatles-albums, zoals Yesterday en Blackbird.

## Muzikanten
Bezetting volgens Ian MacDonald
- John Lennon – zang, akoestische gitaar

## Covers
- Volgens producer Butch Vig coverde Kurt Cobain het nummer tijdens geluidstests voor de opnames van Nirvana's Nevermind. Verder zou Julia ook Cobain's favoriete Beatles-nummer geweest zijn.